# Ich will immer wieder … dieses Fieber spür’n
Ich will immer wieder … dieses Fieber spür’n ist ein Lied der deutschen Schlagersängerin Helene Fischer. Das Stück ist die erste Singleauskopplung aus ihrem vierten Studioalbum So wie ich bin.

## Entstehung und Artwork
Geschrieben und produziert wurde die Single von Erich Ließmann (Jean Frankfurter). Das Lied wurde unter dem Musiklabel EMI veröffentlicht und durch den Musikverlag FrankyBoy vertrieben. Auf dem Cover der Maxi-Single ist – neben Künstlernamen und Liedtitel – Fischer vor einem orangen Hintergrund zu sehen. Das Coverbild wurde von dem deutschen Fotograf Thomas Schüpping geschossen, die Artworkarbeiten stammten von Tim Juckenack.

## Veröffentlichung und Promotion
Die Erstveröffentlichung von Ich will immer wieder … dieses Fieber spür’n erfolgte als Airplay im August 2009. Die Veröffentlichung als Maxi-Single fand am 4. September 2009 in Deutschland, Österreich und der Schweiz statt. Die Single ist zum Download und als physischer Tonträger erhältlich. Die Maxi-Single enthält neben der Singleversion auch eine Karaokeversion von Ich will immer wieder … dieses Fieber spür’n, sowie das Lied Verlieb’ dich nie nach Mitternacht als B-Seite.
Um das Lied zu bewerben, folgte unter anderem ein Liveauftritt zur Hauptsendezeit während des Herbstfestes der Volksmusik in der ARD. Anfangs hielt sich der Erfolg von Ich will immer wieder … dieses Fieber spür’n in Grenzen. Erst nach einem Liveauftritt von Beatrice Egli, während der zweiten Mottoshow von Deutschland sucht den Superstar 2013, gewann das Lied an Aufmerksamkeit. In der Helene Fischer Show 2013 sang Fischer das Lied gemeinsam mit Peter Kraus in einer Rock-’n’-Roll-Version.

## Inhalt
Der Liedtext zu Ich will immer wieder … dieses Fieber spür’n ist in deutscher Sprache verfasst. Die Musik und der Text wurden von Jean Frankfurter geschrieben. Musikalisch bewegt sich das Lied im Bereich des Schlagers. Im Lied geht es um eine Frau, die immer wieder von ihrem Freund versetzt wird und die Abende alleine verbringen muss. Die Frau sehnt sich nach einem der bei ihr ist, Zeit für sie hat und ihr Herz erwärmt.

„Ich will immer wieder dieses Fieber spür’n.

Immer wieder mich an dich verlier’n.

Will das Leben leben, wie ein Tanz auf dem Vulkan.
Ich will immer wieder neue Sterne seh’n.

Immer wieder mit dir tanzen geh’n.

Wenn die Nacht beginnt, dann brauch’ ich dich.

Nimm dir Zeit für mich.“

## Mitwirkende
| Liedproduktion - Helene Fischer: Gesang - Erich Ließmann (Jean Frankfurter): Komponist, Liedtexter, Musikproduzent Visualisierung (Cover) - Tim Juckenack: Artwork - Thomas Schüpping: Fotograf | Unternehmen - EMI Group: Musiklabel - Musikverlag FrankyBoy e. K.: Vertrieb |

## Kommerzieller Erfolg

### Chartplatzierungen
Ich will immer wieder … dieses Fieber spür’n erreichte in Deutschland Position 30 der Singlecharts und konnte sich insgesamt 44 Wochen in den Charts halten. In den deutschen Airplaycharts erreichte die Single in sieben Chartwochen Position 62. In Österreich erreichte die Single in 33 Chartwochen Position 29 und in der Schweiz in zwei Chartwochen Position 55 der Charts.
Für Fischer ist dies der dritte Charterfolg in Deutschland, der erste in Österreich und der zweite in der Schweiz. Ich will immer wieder … dieses Fieber spür’n ist die erste Single Fischers, die sich in allen D-A-CH-Staaten platzieren konnte. Für Frankfurter als Autor ist Ich will immer wieder … dieses Fieber spür’n bereits die 47. Single in Deutschland, die zwölfte Single in Österreich und die sechste Single in der Schweiz, die sich in den Singlecharts platzieren konnte. Als Produzent ist es sein 28. Charterfolg in Deutschland, sowie der fünfte in Österreich und der dritte in der Schweiz.
| ChartsChartplatzierungen | Höchstplatzierung | Wochen |
| ------------------------ | ----------------- | ------ |
| Deutschland (GfK)        | 30 (44 Wo.)       | 44     |
| Österreich (Ö3)          | 29 (33 Wo.)       | 33     |
| Schweiz (IFPI)           | 55 (2 Wo.)        | 2      |

### Auszeichnungen für Musikverkäufe
2024 wurde Ich will immer wieder … dieses Fieber spür’n in Deutschland mit einer Platin-Schallplatte für über 600.000 verkaufte Einheiten ausgezeichnet, somit ist eines der meistverkauften deutschsprachigen Schlager in Deutschland seit 1975. Im September 2022 wurde in Österreich eine Platin-Schallplatte für mehr als 30.000 Verkäufe verliehen.
| Land/Region        | Auszeichnungen für Musikverkäufe (Land/Region, Auszeichnung, Verkäufe) | Verkäufe |
| ------------------ | ---------------------------------------------------------------------- | -------- |
| Deutschland (BVMI) | Platin                                                                 | 600.000  |
| Österreich (IFPI)  | Platin                                                                 | 30.000   |
| Insgesamt          | 2× Platin ·                                                            | 630.000  |

## Coverversionen
- 2010: Laura Lynn, sie veröffentlichte eine niederländische Version des Liedes mit dem Titel Met jou samen leven. Das Stück ist auf ihrem sechsten Album Eindeloos zu finden und wurde am 10. September 2010 als Single veröffentlicht.[7]
- 2021: Giovanni Zarrella, er veröffentlichte eine italienische Version des Liedes mit dem Titel Basta! Basta! Das Stück ist auf seinem fünften Studioalbum Ciao! zu finden.[8]